# Apatura sordida
Apatura sordida är en fjärilsart som beskrevs av Moore 1865. Apatura sordida ingår i släktet Apatura och familjen praktfjärilar. Inga underarter finns listade i Catalogue of Life.

## Bildgalleri

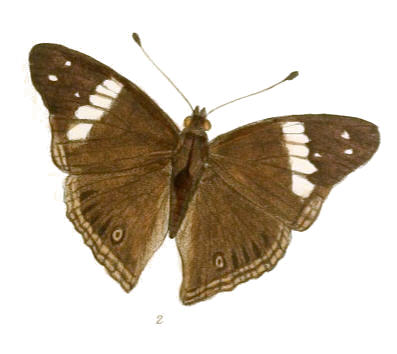